# Liste der Baudenkmäler in Neusitz
Auf dieser Seite sind die Baudenkmäler in der mittelfränkischen Gemeinde Neusitz zusammengestellt. Diese Tabelle ist eine Teilliste der Liste der Baudenkmäler in Bayern. Grundlage ist die Bayerische Denkmalliste, die auf Basis des Bayerischen Denkmalschutzgesetzes vom 1. Oktober 1973 erstmals erstellt wurde und seither durch das Bayerische Landesamt für Denkmalpflege geführt wird. Die folgenden Angaben ersetzen nicht die rechtsverbindliche Auskunft der Denkmalschutzbehörde.

## Baudenkmäler nach Gemeindeteilen

### Neusitz
| Lage                        | Objekt                                           | Beschreibung | Akten-Nr.    | Bild           |
| --------------------------- | ------------------------------------------------ | --- | ------------ | -------------- |
| Im Dorf 8 (Standort)        | Gasthaus                                         | Zweigeschossiger Satteldachbau mit profilierter Portalrahmung, wohl 1756, nach Süden erweitert | D-5-71-181-2 | Gasthaus       |
| Kirchfeldring 10 (Standort) | Evangelisch-lutherische Pfarrkirche Heilig Kreuz | Ehemalige Chorturmkirche, Saalbau mit ehemals Chorturm mit Fachwerk im Läutegeschoss und Spitzhelm sowie mit östlich angebautem, dreiseitig geschlossenem Chor mit angesetzten Strebepfeilern, im Kern wohl 1258, Choranbau 14. Jahrhundert, Langhauserneuerung zweite Hälfte 17. Jahrhundert, mit Ausstattung | D-5-71-181-1 | weitere Bilder |
| Kirchfeldring 10 (Standort) | Friedhofsmauer                                   | Mit vermauerten Grabsteinen im Nordwesten, Teile im Kern mittelalterlich | D-5-71-181-1 | BW             |
| Rothsteigholz (Standort)    | Bildstock                                        | Pfeiler mit korbbogig geschlossenem Gehäuse, Mitte 15. Jahrhundert | D-5-71-181-3 | Bildstock      |

### Schweinsdorf
| Lage                         | Objekt                                                            | Beschreibung | Akten-Nr.     | Bild           |
| ---------------------------- | ----------------------------------------------------------------- | --- | ------------- | -------------- |
| Schweinsdorf 11 (Standort)   | Ehemaliges Wohnstallhaus                                          | Erdgeschossiger Satteldachbau mit Wohnteil in teils verputztem bzw. verschaltem Fachwerk und mit massivem Stallteil, wohl zweite Hälfte 18. Jahrhundert, Anbau nach Westen 19. Jahrhundert | D-5-71-181-5  | BW             |
| Schweinsdorf 12 (Standort)   | Ehemaliges Wohnstallhaus                                          | Erdgeschossiger Satteldachbau mit Wohnteil in teils verputztem bzw. verschaltem Fachwerk und massivem Stallteil, „1698 f.“ (bezeichnet), im 18. /19. Jahrhundert mehrfach verändert | D-5-71-181-6  | BW             |
| Schweinsdorf 30 (Standort)   | ehemaliges Wohnhaus mit Stallungen im Erdgeschoss (Typ „Borhaus“) | Zweigeschossiger Satteldachbau in Fachwerk über massivem Erdgeschoss, 1786 (lt. dendrochronologischer Untersuchung) | D-5-71-181-8  | BW             |
| Schweinsdorf 32 (Standort)   | Wohnhaus                                                          | Erdgeschossiger Satteldachbau in Fachwerk, erstes Viertel 19. Jahrhundert, Giebel 2010 erneuert, Stallteil im 19./20. Jahrhundert angefügt | D-5-71-181-9  | BW             |
| Schweinsdorf 32 a (Standort) | Scheune                                                           | Fachwerkbau mit Satteldach, „1831“ (bezeichnet), im 19./20. Jahrhundert erweitert, ursprünglich zugehörig zu Schweinsdorf 32 | D-5-71-181-14 | BW             |
| Schweinsdorf 33 (Standort)   | Ehemaliges Wohnstallhaus                                          | Erdgeschossiger Satteldachbau in teils verputztem Fachwerk, „1712“ (bezeichnet), südliche Traufseite später massiv unterfangen, Fachwerk wohl weitgehend nach Vorbild erneuert | D-5-71-181-10 | BW             |
| Schweinsdorf 36 (Standort)   | Pfarrscheune                                                      | stattlicher Fachwerkbau mit Halbwalmdach, ausgehendes 18./erstes Viertel 19. Jahrhundert | D-5-71-181-12 | BW             |
| Schweinsdorf 48 (Standort)   | Evangelisch-lutherische Pfarrkirche Sankt Ottilia                 | Gotischer Saalbau mit nicht eingezogenem Rechteckschor, südlich eingestelltem Turm mit Pyramidendach und flachem Anbau im Norden, Turm im Kern wohl 12. Jahrhundert, Chor und Schiff um 1330, Erweiterung nach Westen und Veränderungen am Chor zweite Hälfte 15. Jahrhundert, mit Ausstattung | D-5-71-181-4  | weitere Bilder |
| Schweinsdorf 48 (Standort)   | Friedhofsmauer                                                    | Bruchsteinmauer, mittelalterlich | D-5-71-181-4  | weitere Bilder |

### Södelbronn
| Lage                                                   | Objekt     | Beschreibung    | Akten-Nr.     | Bild |
| ------------------------------------------------------ | ---------- | --------------- | ------------- | ---- |
| Hirtholz, in der Waldabteilung Heiligenbaum (Standort) | Steinkreuz | Mittelalterlich | D-5-71-181-13 | BW   |

## Ehemalige Baudenkmäler
In diesem Abschnitt sind Objekte aufgeführt, die früher einmal in der Denkmalliste eingetragen waren, jetzt aber nicht mehr. Objekte, die in anderem Zusammenhang also z. B. als Teil eines Baudenkmals weiter eingetragen sind, sollen hier nicht aufgeführt werden. Aktennummern in diesem Abschnitt sind ehemalige, jetzt nicht mehr gültige Aktennummern.

| Lage                                    | Objekt                   | Beschreibung                                                                                                   | Akten-Nr.     | Bild |
| --------------------------------------- | ------------------------ | --- | ------------- | ---- |
| Schweinsdorf Schweinsdorf 34 (Standort) | Ehemaliges Wohnstallhaus | Erdgeschossiger Satteldachbau mit verputztem Fachwerkgiebel am Wohnteil und massivem Stallteil, angeblich 1813 | D-5-71-181-11 | BW   |

## Abgegangene Baudenkmäler
In diesem Abschnitt sind Objekte aufgeführt, die früher einmal in der Denkmalliste eingetragen waren, jetzt aber nicht mehr existieren, z. B. weil sie abgebrochen wurden. Aktennummern in diesem Abschnitt sind ehemalige, jetzt nicht mehr gültige Aktennummern.

| Lage                                    | Objekt                                        | Beschreibung | Akten-Nr.     | Bild |
| --------------------------------------- | --------------------------------------------- | --- | ------------- | ---- |
| Schweinsdorf Schweinsdorf 36 (Standort) | Ehemaliges evangelisch-lutherisches Pfarrhaus | Zweigeschossiger Satteldachbau mit Ecklisenen und Giebelschrägen sowie mit segmentbogigen, profilierten Fenster- und Türöffnungen, zweite Hälfte 19. Jahrhundert | D-5-71-181-12 | BW   |